# Jörg Hoffmann (zwemmer)
Jörg Hoffmann (Schwedt/Oder, 29 januari 1970) is een voormalig lange-afstandszwemmer uit Duitsland, gespecialiseerd op de vrije slag, die bij de Europese kampioenschappen langebaan (50 meter) van 1989 in Bonn zijn eerste 'grote' titel (1500 meter vrije slag) won. Die titel prolongeerde de zwemmer van OSC Potsdam drie keer: in 1991, 1993 en 1995. Op 13 januari 1991 scherpte hij het wereldrecord op de 1500 meter vrije slag met vier seconden aan. Bij de Spelen van Barcelona in 1992, moest Hoffmann genoegen nemen met de derde plaats op de marathon onder de zwemnummers.